# Nabijarka gilz

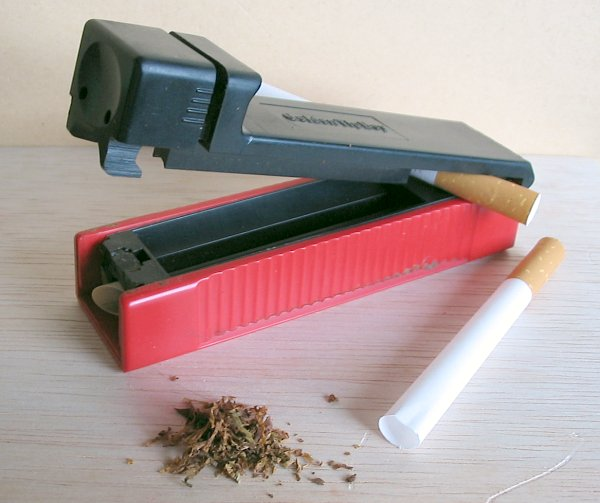
Gilzownica

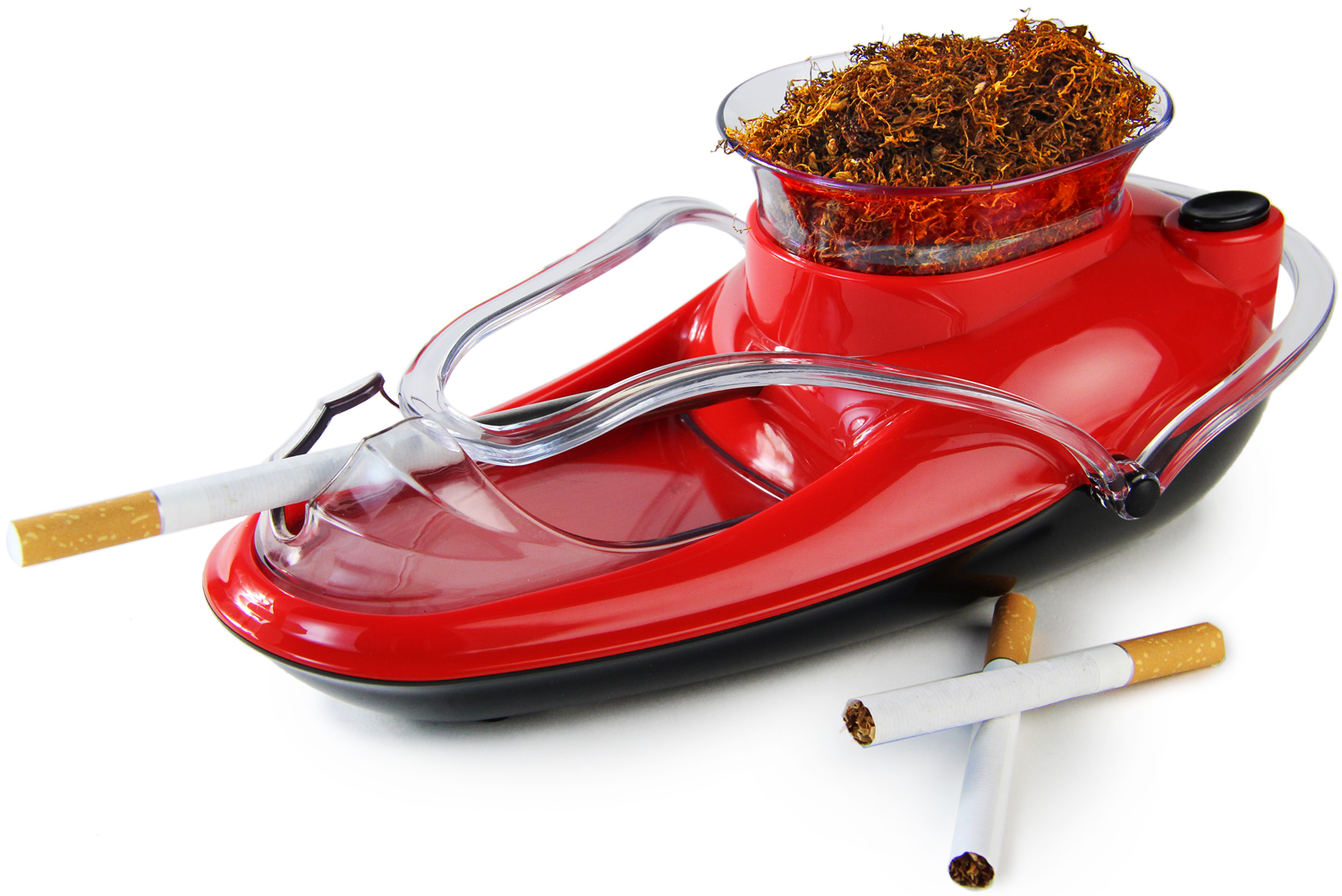
Elektryczna maszynka do nabijania papierosów

Nabijarka gilz, gilzownica – przyrząd lub urządzenie do napełniania gilz tytoniem i wytwarzania w ten sposób papierosów. Istnieją nabijarki ręczne oraz elektryczne.
Gilzy papierosowe są pustymi bibułkowymi tubkami z przyklejonym do nich filtrem (dawniej bez filtra, ewentualnie tylko z ustnikiem), które można gotowe kupić w sklepach. Osobny zakup gilz i tytoniu i wykonanie z nich w warunkach domowych papierosów potrafi obniżyć koszt produktu końcowego w zależności od polityki państwa.